# Orfanotrófio
Orfanotrófio (em grego: Ορφανοτροφείων; romaniz.: Orphanotropheíon; em latim: Orphanotrophium) foi uma das primeiras grandes escolas de música do Ocidente de que se tem notícia, fundada em Constantinopla possivelmente pelo imperador Constantino (r. 306–337) no século V. Como o nome sugere, era um orfanato, onde meninos recebiam uma educação esmerada no canto coral. Suas interpretações, sempre de música sacra, atraíam multidões e a instituição se tornou poderosa e influente por muitos séculos, produzindo uma série de cantores e compositores importantes.